# باتريشيا جراهام
باتريشيا جراهام (بالإنجليزية: Patricia (Pat) Lyle Toole (née Graham) (من مواليد نوفمبر 1928 - تُوفيت في أبريل 2016) وهي طيارة أسترالية. وكانت واحدة من أوائل الطيارين التجاريين في أستراليا وأول طيار تجاري في بابوا غينيا الجديدة.

## حياتها
كانت باتريشيا جراهام الابنة الوحيدة للسيد والسيدة والتر ر. جراهام من كوفس هاربور. أدارت صالونات تصفيف الشعر في كوفس هاربور في سن التاسعة عشرة، قررت تعلم كيفية الطيران وأخذت دروساً في فرع كوفس هاربور من نادي نيوكاسل ايرو قبل أن تنتقل إلى تامورث لاكتساب خبرة أوسع في مجال الطيران.
في عام 1950 ، أصبحت عضوًا مؤسسًا لرابطة الطيارين الأستراليات وفي مايو 1951 قامت باتريشيا غراهام وهيذر ماكدوجال وإليزابيث بيستون بتجربة طائرة معًا إلى سيدني من أجل حضور الاجتماع الأول للجمعية.
حصلت غراهام على رخصة الدرجة «ب» التجارية في أستراليا في 29 أكتوبر 1951 ، مما جعلها ثالث امرأة بعد نانسي إليس وهيلين كوركيت للحصول على رخصة تجريبية تجارية في البلاد. قامت جراهام بإجراء اختبار كتابي في نيوكاسل (أستراليا) مع هيذر ماكدوجال.
بدأت غراهام العمل كطيارة متدربة في شركة خطوط جيبس الجوية في بابوا غينيا الجديدة، وهي شركة طيران تأسست من قبل القوات الجوية الأسترالية الملكية. كانت باتريشيا الطيارة الوحيدة في بابوا غينيا الجديدة في ذلك الوقت وأول طيارة تجارية في البلاد. حملت شركة الشحن البضائع والركاب في جميع أنحاء البلاد، وطارت غراهام في البداية بطائرة لوكهيد نموذج 18 لودستار، وفي وقت لاحق أصبحت قائدة على طائرات نورديني نورسمان. كما قادت طائرات أوستر.
في عام 1953 ، تزوجت جراهام من كولن إتش تول، مدير فرع خطوط جيباس سيبيك الجوية. استقر الزوجان في ويواك.
في وقت لاحق استعادت جراهام رخصة الجناح الثابت في مطار آرترفيلد في بريزبان. في عام 2015 ، كانت ضيفة خاصة في الاحتفال بالذكرى الخامسة والستين للجمعية الأسترالية للنساء الطيارين ومبنى بريسبان المفتوح الأول في مطار آرتشفيلد.
توفيت جراهام في أبريل 2016.